# Petr Šálek

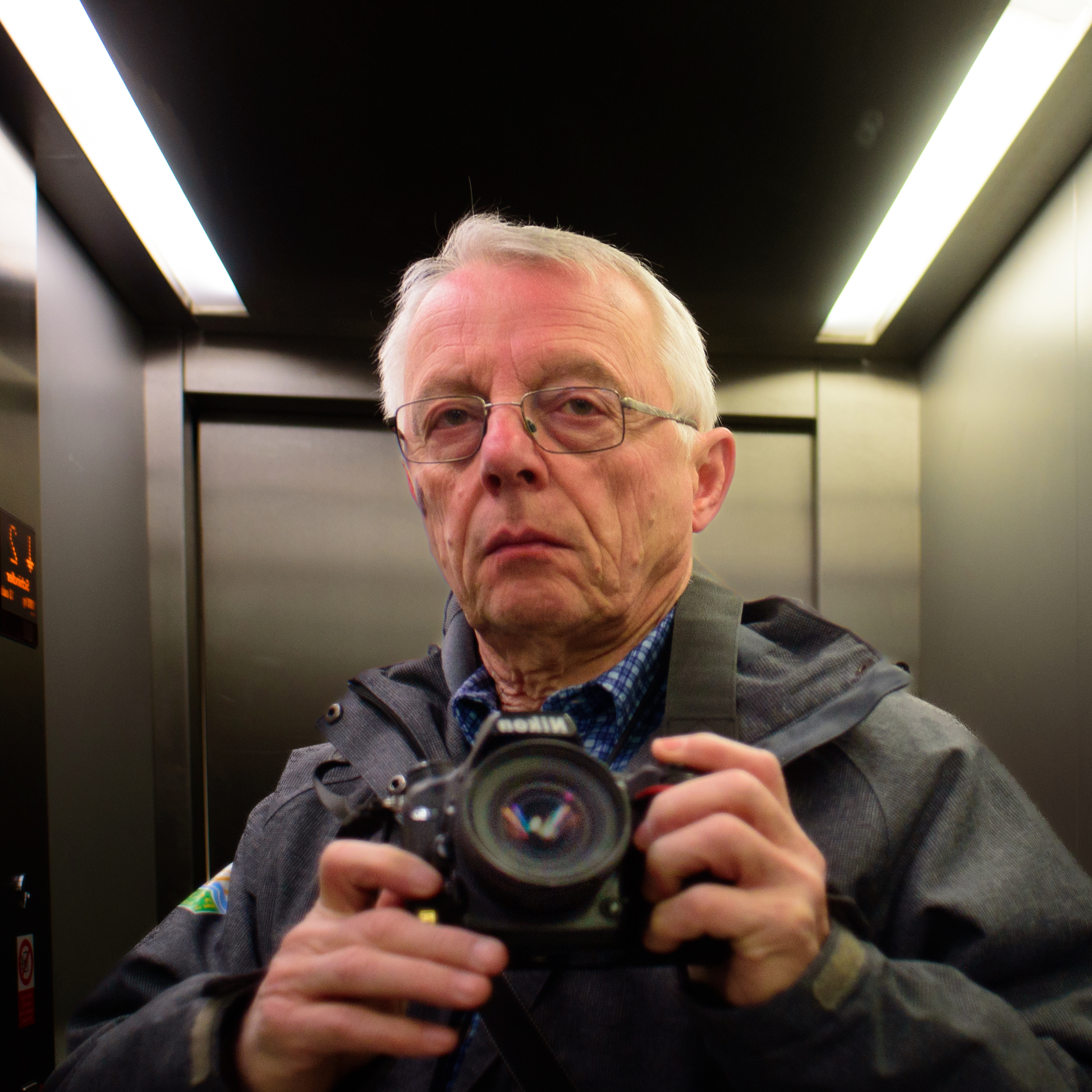
Petr Šálek (2025)

Petr Šálek (* 19. Juli 1948 in Prag) ist tschechischer Fotograf. Er ist Inhaber des europäischen Titels QEP (Qualified European Photographer).

## Leben
Šálek absolvierte 1981 die Film- und Fernsehfakultät der Akademie der Musischen Künste in Prag am Lehrstuhl für künstlerische Fotografie beim Professor Jan Šmok. Er trägt den akademischen Titel MgA. Im selben Jahr emigrierte er in die Bundesrepublik Deutschland, wo er als Werbefotograf tätig war. 1999 kehrte er nach Prag zurück.

## Werk
Er widmet sich der Werbe- und Experimental-, Landschaft- und Architekturfotografie. Landschaften und Architektur fotografiert er auch mit panoramatischen Fotoapparaten.

## Zyklus 1984
Der Name dieser Fotoserie wurde durch das Buch von George Orwell 1984 inspiriert. Šálek stilisiert alltägliche Aktivitäten im Geiste der Orwell´schen Sci-fi-Story; Aufnahmen mit einem Hauch von schwarzem Humor sollen eine ironische Vorstellung erwecken, wie das Leben in einem Staat aussehen könnte, in dem der Große Bruder regiert. Vielleicht sollten wir nicht nur aus der Vergangenheit eine Lehre ziehen, sondern auch darüber nachdenken, wie unser Leben in der Zukunft aussehen könnte, wenn wir daraus nicht lernen… (Für den Zuschauer kann die Tatsache interessant sein, dass Šálek 1981 aus der kommunistischen Tschechoslowakei flüchtete und erst nach der „samtenen Revolution“ in die Tschechische Republik zurückkehrte.) Die meisten Requisiten auf den Fotos stammen aus der Zeit um 1984 oder früher. Der Zyklus ist auch in Buchform erschienen.

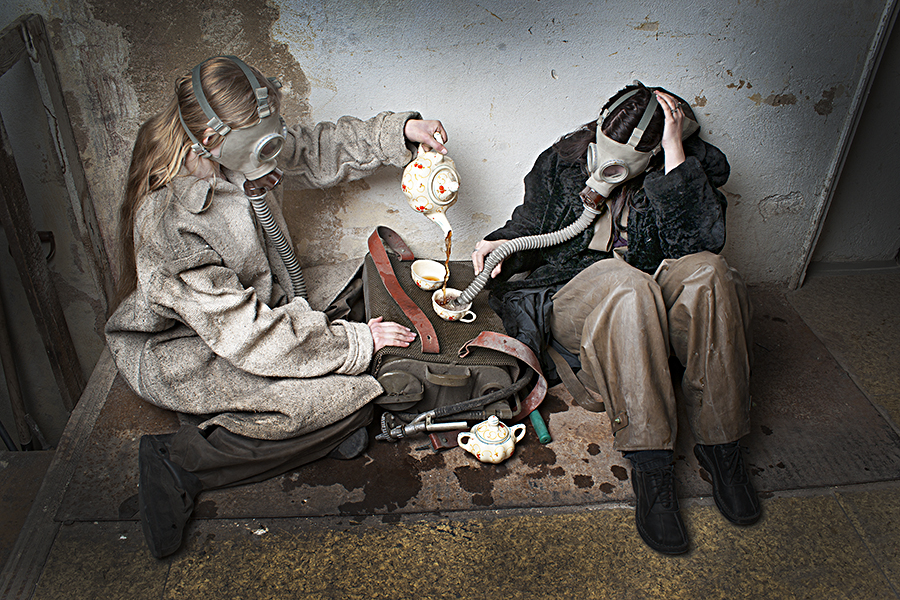
Teestunde, Aufnahme aus dem Zyklus 1984 (2010)
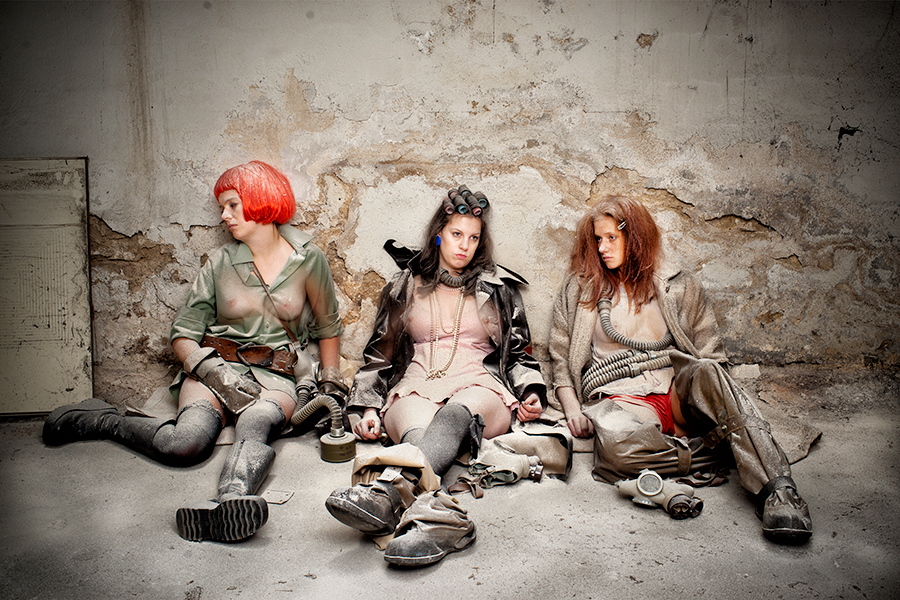
Wo ist die Schachtel mit Unterwäsche zurückgeblieben?, Aufnahme aus dem Zyklus 1984 (2010)
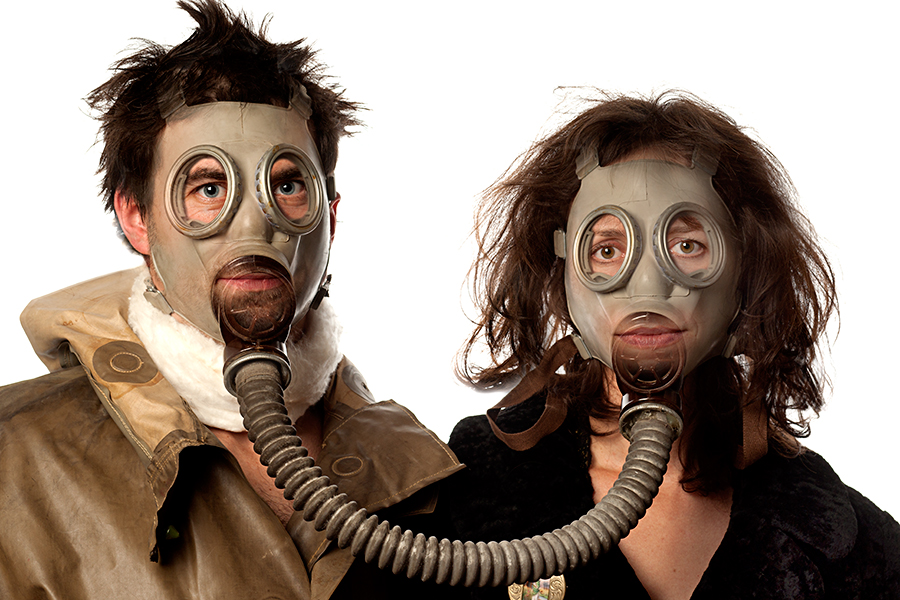
Endlich verheiratet, Aufnahme aus dem Zyklus 1984 (2010)
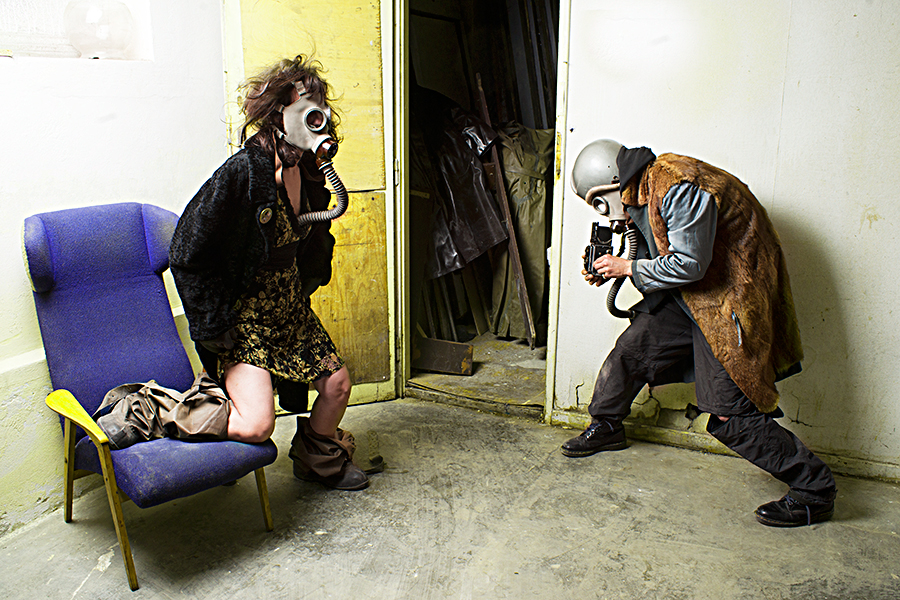
Super!!! Die erste Neujahrskarte, die ich in Farbe fotografiere!, Aufnahme aus dem Zyklus 1984 (2010)
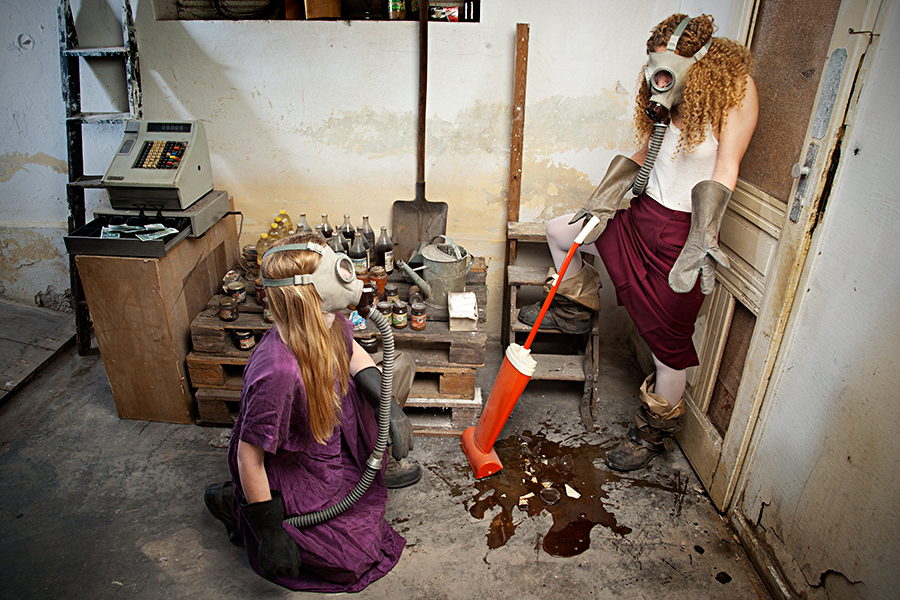
Mischwarengeschäft, Aufnahme aus dem Zyklus 1984 (2010)

## Ausstellungen (Auswahl)
- 1996 Young Fashion – Künstlerfest, Erlangen, BRD
- 1996 Wasserspiele – Blumen & Art, Nürnberg, BRD
- 1996 Avantgarde – Ward-Nasse Gallery, New York, USA
- 1996 Blumen – Blumen & Art, Nürnberg, BRD
- 1997 Technikum – Schwan Stabilo, Heroldsberg, BRD
- 1997 Digitalfotografie – Motor-Presse-Verlag, Stuttgart, BRD
- 1997 Fotografie – Funkhaus, Nürnberg, BRD
- 1998 Fotografie – Cebit, Hannover, BRD
- 1998 Einsichten – Bildergalerie OBI, Nürnberg, BRD
- 1998 Welt der Fotografie – Vertretung der Fa. Epson, Wien, Österreich
- 1999 Wrap Up (Aufnahmen in Zusammenarbeit mit dem deutschen Choreographen Felix Ruckert) – Klub Solidní nejistota, Prag
- 2000 Prag – Kulturhauptstadt Europas – begleitende Ausstellung zu den Tanzvorstellungen des Ensembles Dance Perfekt in den europäischen Partnerstädten – Brüssel, Belgien; Bologna, Italien; Reykjavík, Island; Avignon, Frankreich; Helsinki, Finnland
- 2000 Fotokaligraphie (Co-Autor Petr Geisler) – Nationalgalerie Prag, im Schloss Zbraslav
- 2001 Animal Dancing – Studio Fénix, Prag
- 2002 Fotokaligraphie (Kombination von Fotoaufnahmen mit den Kalligraphien von Petr Geisler) Klub Solidní nejistota, Prag
- 2002 Sackgasse – Studio Fénix, Prag
- 2002 Qualified European Photographer – Nationalmuseum für Fotografie, Jindřichův Hradec
- 2003 Unterwasser 1 – Internationale Ausstellung Interkamera, Messe Prag
- 2004 Fotokaligraphie 2 – Firma Mironet, Prag
- 2004 Podvodníci 2 – klub Solidní nejistota, Praha
- 2004 Fotokaligrafie 3 – Digiforum, Praha
- 2004 Unterwasser 3 – Galerie Allegro, Prag
- 2005 Schlamm auf Leinwand – Internationale Ausstellung Interkamera, Messe Prag
- 2006 Querschnitt + Prague XXL – Altstädtisches Rathaus, Prag
- 2006 Natur XXL – Internationale Ausstellung Interkamera, Messe Praha
- 2008 Panoramic Prague – Buenos Aires
- 2008 Praguefoto – Prag
- 2009 Flughafen Praha-Ruzyně, Präsentation der Stadt Prag anlässlich des EU-Vorsitzes der Tschechischen Republik (in Zusammenarbeit mit Graphiker Pavel Dufek)
- 2009 Foto-Kaligraphie – Cafe Kino Lucerna, Prag
- 2009 Watergames – Famood, Prag
- 2010 1984 Hotel Clarion, Prag
- 2011 1984 - 2 Cafe Technika, Prag
- 2011 Prag panoramatisch, Hotel Leonardo, Prag
- 2011 Prag panoramatisch, Neustädtisches Rathaus, Prag
- 2011 Tschechische Natur, Neustädtisches Cafe, Prag
- 2011 1984 - 3 Zentrum für zeitgenössische Kunst DOX,
- 2012 Prag panoramatisch, Turm des Neustädtischen Rathauses, Prag
- 2012 Eisenbahnbrücke 1, Cafe Kofein, Prag, zusammen mit Graphiker Pavel Dufek
- 2012 Eisenbahnbrücke 2, Vinothek Voršilka, Prag, zusammen mit Graphiker Pavel Dufek
- 2014 Fotokaligrafie (Kombination der Fotoaufnahmen mit Kalligraphien von Petr Geisler), Prostor, Prag,
- 2015 Wo ist mein Zuhause? Zusammen mit Graphiker Pavel Dufek, Prostor, Prag,
- 2015 1984, Nationalbibliothek, Pristina, Kosovo
- 2016 Prag panoramatisch, The National Library, Pristina, Kosovo
- 2017 Prag panoramatisch, Die Ständige Mission der Tschechischen Republik bei den Vereinten Nationen, New York
- 2018 Prag panoramatisch, Tschechischen Botschaft in Kabul
- 2022 Wo ist mein Zuhause? Roesel - beer & food, Prag, zusammen mit Graphiker Pavel Dufek
- 2022 Wo ist mein Zuhause ll?  Hostel Brix, Prague, zusammen mit Graphiker Pavel Dufek
- 2023 Funny Food,Vinárna u sv. Anežky, Prague

## Mitgliedschaft in Organisationen
- 1982 Bund Freischaffender Foto-Designer – BFF
- 2000 Assoziation tschechischer Fotografen
- 2002 Federation of European Photographers – FEP

## Auszeichnungen
- 2002 Titel QEP (Qualified European Photographer) in italienischem Orvieto verliehen
- 2006 Auszeichnung Zlatý objektiv (Goldenes Objektiv) an der Ausstellung Interkamera 2006 (Kategorie: Persönlichkeit der Ausstellung Interkamera 2006)

## Öffentliche Sammlungen
- Nationales Museum für Fotografie (NMF), Jindřichův Hradec – Goldener Fonds des NMF [5]
- Nationale Bibliothek der Tschechischen Republik, Prag
- Gewerbemuseum (Uměleckoprůmyslové museum) in Prag

## Publikationen
- Československá fotografie v exilu (Tschechoslowakische Fotografie im Exil) (1939-1989), Prag, 1992, Anna Fárová, Katalog
- Die neue Akt Fotoschule, 2000, VERLAG PHOTOGRAPHIE, ISBN 3-933131-00-6, Titel und Seite 26
- Reklama  (Werbung) 1990-1999, 2000, Assoziation der Fotografen, Ausstellungskatalog, ISBN 80-902629-2-9
- Asociace fotografů České republiky se představuje: Petr Šálek, (Assoziation der tschechischen Fotografen stellt sich vor: Petr Šálek), FotoVideo 2001, Nr. 11
- Česká fotografie 20. století (Tschechische Fotografie des 20. Jahrhunderts), Prag, 2005, Vladimír Birgus, Jan Mlčoch, UPM, KANT, ISBN 80-86217-89-2
- 1984, Prag : Petr Šálek, 2011, grafische Gestaltung Pavel Dufek, ISBN 978-80-254-9180-5
- Praha XXL = Prague XXL ; Tělo = Body, Katalog der Ausstellung im Altstädtischen Rathaus, Prag, Petr Šálek, 2005, ISBN 80-239-6487-9
- Jeden den České republiky (Ein Tag in der Tschechischen Republik), Editor: Pavel Radosta, 2008, ISBN 978-80-254-0496-6, Seiten 156, 157[6]
- Decuria, 10 QEP fotografů z České republiky (Decuria, 10 QEP-Fotografen aus der Tschechischen Republik), 2005, Herausgeber: HQ Kontakt, ISBN 80-903071-4-0, Seiten 166–181.
- Prague, Herausgeber: Petr Šálek, 2016, grafische Gestaltung Pavel Dufek  ISBN 978-80-260-9910-9